# Alpanseque
Alpanseque település Spanyolországban, Soria tartományban. Alpanseque Barcones, Rello, Baraona, Sienes, Valdelcubo és Paredes de Sigüenza községekkel határos. Lakosainak száma 51 fő (2024).

## Népesség
A település népessége az elmúlt években az alábbi módon változott:
| Lakosok száma | 103  | 98   | 89   | 82   | 82   | 71   | 60   | 62   | 53   | 51   |
|               | 2001 | 2004 | 2007 | 2009 | 2012 | 2014 | 2017 | 2019 | 2022 | 2024 |